# Comuna Ion Neculce, Iași
Ion Neculce (în trecut, Târgu Frumos) este o comună în județul Iași, Moldova, România, formată din satele Buznea (reședința), Dădești, Gănești, Ion Neculce, Prigoreni și Războieni. Reședința comunei este în localitatea urbană ce constituie orașul Târgu Frumos.

## Așezare
Comuna se află în vestul județului, pe malurile râului Bahluieț și înconjoară orașul Târgu Frumos. Este străbătută astfel de toate drumurile ce trec sau pornesc din oraș, inclusiv DN28 care leagă Iașiul de Roman, DN28A care duce la Pașcani și DN28B care duce la Botoșani, dar și calea ferată Pașcani-Iași.

## Demografie
Componența etnică a comunei Ion Neculce
     Români (93,59%)
     Alte etnii (0,31%)
     Necunoscută (6,11%)
Componența confesională a comunei Ion Neculce
     Ortodocși (93,06%)
     Alte religii (0,56%)
     Necunoscută (6,38%)
Conform recensământului efectuat în 2021, populația comunei Ion Neculce se ridică la 5.503 locuitori, în creștere față de recensământul anterior din 2011, când fuseseră înregistrați 5.445 de locuitori. Majoritatea locuitorilor sunt români (93,59%), iar pentru 6,11% nu se cunoaște apartenența etnică. Din punct de vedere confesional, majoritatea locuitorilor sunt ortodocși (93,06%), iar pentru 6,38% nu se cunoaște apartenența confesională.

## Politică și administrație
Comuna Ion Neculce este administrată de un primar și un consiliu local compus din 15 consilieri. Primarul, Gheorghe Văleanu[*], de la Partidul Social Democrat, este în funcție din 2016. Începând cu alegerile locale din 2024, consiliul local are următoarea componență pe partide politice:
|  | Partid                          | Consilieri | Componența Consiliului | Componența Consiliului | Componența Consiliului | Componența Consiliului | Componența Consiliului | Componența Consiliului | Componența Consiliului | Componența Consiliului | Componența Consiliului | Componența Consiliului | Componența Consiliului |
|  | ------------------------------- | ---------- | ---------------------- | ---------------------- | ---------------------- | ---------------------- | ---------------------- | ---------------------- | ---------------------- | ---------------------- | ---------------------- | ---------------------- | ---------------------- |
|  | Partidul Social Democrat        | 11         |                        |                        |                        |                        |                        |                        |                        |                        |                        |                        |                        |
|  | Partidul Național Liberal       | 3          |                        |                        |                        |                        |                        |                        |                        |                        |                        |                        |                        |
|  | Alianța pentru Unirea Românilor | 1          |                        |                        |                        |                        |                        |                        |                        |                        |                        |                        |                        |

## Istorie
La sfârșitul secolului al XIX-lea, pe teritoriul actual al comunei funcționa, în plasa Cârligătura a județului Iași, comuna Buznea, formată din satele Buznea, Gănești și Jora. Ea avea 1106 locuitori și în ea existau două biserici, o școală și patru mori de apă. Anuarul Socec din 1925 consemnează comuna Buznea în aceeași plasă, având 1267 de locuitori în satele Buznea, Dădești, Gănești și Jora. În 1931, comuna Buznea dispăruse, satele ei probabil trecând la comuna urbană Târgu Frumos.
Comuna s-a înființat în 1968 sub denumirea de Târgu Frumos, cuprinzând satele din zona suburbană a orașului cu același nume. În 2004, câteva sate din zona de nord a comunei s-au separat pentru a forma comunele Balș și Costești, iar comuna Târgu Frumos a luat denumirea de Ion Neculce, după unul din satele ei.

## Monumente istorice
Șapte obiective din comuna Ion Neculce sunt incluse în lista monumentelor istorice din județul Iași ca monumente de interes local. Trei dintre ele sunt situri arheologice: casa cronicarului Ion Neculce (secolul al XVII-lea) de lângă biserica din satul Prigoreni; situl de la „Siliștea Schitului” (la 700 m nord-vest de satul Ion Neculce) și situl de la Gănești. Situl de la Gănești cuprinde așezări din eneolitic (cultura Precucuteni, o așezare faza A și alta faza III), Halstattul târziu, secolele al III-lea–al IV-lea (epoca daco-romană), și secolele al XIV-lea–al XV-lea. Situl de la Siliștea Schitului conține așezări din perioada Halstatt, Epoca Bronzului Târziu (cultura Noua), secolele al II-lea–al III-lea e.n., secolul al IV-lea e.n., secolul al V-lea (epoca romano-bizantină) și secolele al XVI-lea–al XVII-lea.
Alte trei obiective sunt clasificate ca monumente de arhitectură — biserica „Sfânta Treime” (1854–1857) din satul Buznea; biserica „Sfântul Nicolae” (1826) din satul Dădești; și școala veche (a doua jumătate a secolului al XIX-lea) din satul Prigoreni. În sfârșit, ultimul obiectiv, clasificat ca monument de for public, este mormântul cronicarului Ion Neculce (amenajat pe la mijlocul secolului al XX-lea) aflat lângă biserica din satul Prigoreni.